# Paul Comoléra
Pour les articles homonymes, voir Comoléra.
Paul Comoléra, né à Paris (ancien 6e arrondissement) le 3 juin 1813 et mort à Paris (19e arrondissement) le 9 novembre 1890, est un sculpteur animalier français.

## Biographie

### Carrière
Alexandre Paul Comoléra, dit Paul Comoléra, est le fils d'Alexandre Paul Jules Comoléra (1783-1861) et de Marie Marguerite Nicole Terzi (1785-1861). Son père dit Lera engagé volontairement dans l'armée, arrivé le 28 brumaire au 12 dans le 25e demi-brigade d'infanterie de ligne, 6 floréal an XI-25 messidor an XII [26 avril 1803-14 juillet 1804] et devient Caporal. Reformé pour blessure en 1807, il tient un établissement de cartonnages rue de Tracy à Paris, propriétaire à Ménilmontant Paris 20 où Paul naît en juin 1813,,
Comoléra est l'élève de François Rude. Il débute au Salon en 1847 et y expose régulièrement jusqu'à sa mort.
Connu pour ses sculptures réalistes d'animaux de la ferme et d'oiseaux, dépourvues du style romantique de son célèbre élève Jules Moigniez, son art est détaillé et anatomiquement précis. 

Dans les années 1870, il demeure à Londres.

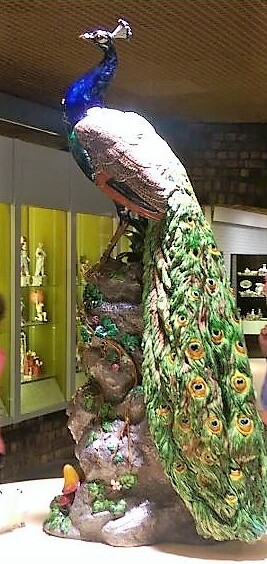
Paon, c.1870, Stoke-on-Trent, Potteries Museum.
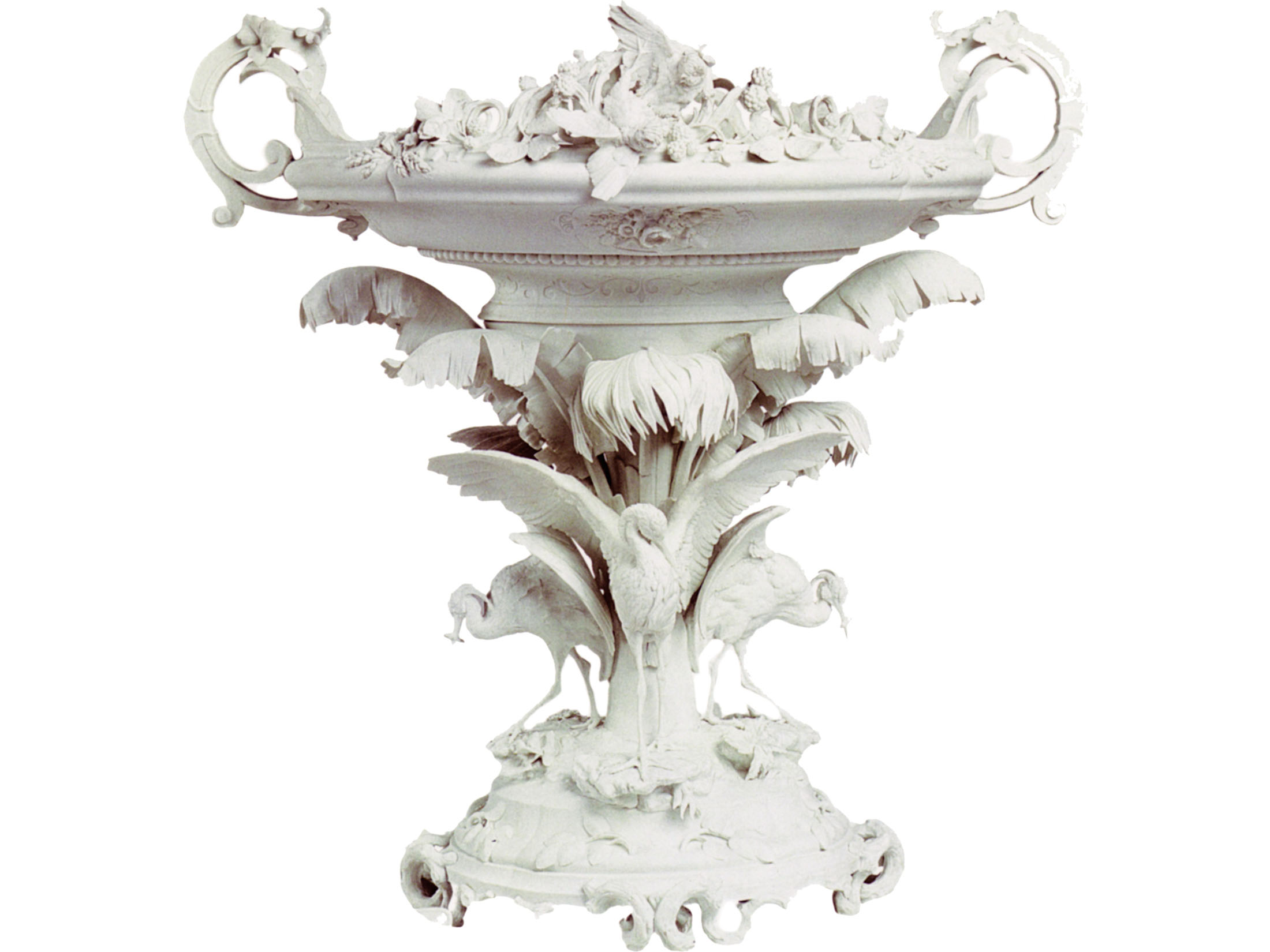
Service Cérès, 1855, Limoges, musée national Adrien Dubouché.

### Famille
On connaît mieux aujourd'hui les membres de la famille Comoléra grâce à de récentes recherches généalogiques sourcées. Il a notamment son plus jeune frère Alexandre Jean Louis (1817-1847) qui fut peintre de fleurs à la manufacture de Porcelaine de Sévres dans les années 1840, ville où il mourut âgé seulement de 29 ans en 1847. Paul a également une sœur Jeanne Marie Mélanie Comoléra (1812-1903). Celle-ci est trop jeune pour avoir été Mélanie de Comoléra, l'artiste peintre qui travailla à Sèvres à partir de 1816, mais cette dernière pourrait toutefois être leur tante. Cependant, aucun document d'état civil ne permet de l'affirmer actuellement.
Son fils Paul-Marie Comoléra (1849-1911) fut artiste peintre.

## Œuvres dans les collections publiques
- Auckland, musée d'Art d'Auckland : Perdrix, avant 1886, alliage de zinc sur panneau de bois, 335 × 440 mm[9].